# فلافيو لويس دا سيلفا
فلافيو لويس دا سيلفا هو لاعب كرة قدم برازيلي في مركز الدفاع، ولد في 12 سبتمبر 1975 في Sirinhaém ‏ في البرازيل. لعب مع أنقرة غوجو ونادي إنترناسيونال ونادي بالميراس ونادي بونتي بريتا ونادي سيارا ونادي فيغورينسي ونادي ناوتيكو.

## وصلات خارجية
- فلافيو لويس دا سيلفا على موقع اتحاد تركيا (لاعب) (الإنجليزية)
- فلافيو لويس دا سيلفا على موقع قاعدة بيانات كرة القدم.إي يو (الإنجليزية)
- فلافيو لويس دا سيلفا على موقع Soccerway.com (الإنجليزية)